# Amador Seras Reinoso
Amador Seras Reinoso es un político peruano. Actualmente es el Alcalde Provincial de Canta. Durante los años 2019 al 2022 fue consejero regional de Lima por la provincia de Canta y fue alcalde del distrito de Santa Rosa de Quives durante dos periodos entre 2015 y 2018.
Nació en el distrito de Huayucachi, provincia de Huancayo, departamento de Junín, Perú, el 16 de marzo de 1959, hijo de Fortunato Seras Ochoa y Senaida Reinoso Romero. Cursó sus estudios primarios en su localidad natal y los secundarios en el distrito de Carabayllo en la ciudad de Lima. En 1988 cursó estudios superiores de edudcación en la Universidad Inca Garcilaso de la Vega sin terminar la carrera.
Su primera participación política se dio en las elecciones municipales de 1995 cuando fue elegido como regidor del distrito de Santa Rosa de Quives. Luego, en las elecciones municipales de 2002 fue elegido como alcalde de ese distrito candidato para regidor del distrito de Copa por el Partido Aprista Peruano. En las elecciones municipales del 2010 fue candidato a alcalde de ese distrito. Fue reelegido en las elecciones del 2010 y tentó ello sin éxito tanto en las elecciones del 2006 como del 2014. Participó en las elecciones regionales del 2018 como candidato a consejero regional por la provincia de Canta por el movimiento Patria Joven obteniendo la elección. Tras su paso como consejero regional, en las elecciones del 2022 fue candidato a la alcaldía provincial de Canta obteniendo la elección con el 26% de los votos